# WMJ.ru
WMJ.ru — российское интернет-издание для женщин, специализирующееся на публикации статей о моде, красоте, звёздах и отношениях. Входит в медиахолдинг Rambler&Co.

## История
Издание было создано в декабре 2005 года. Три с половиной года спустя, в мае 2008 года, «Студией Артемия Лебедева» был разработан фирменный стиль сайта. На протяжении первых восьми лет существования портала он носил название «WomanJournal.ru», но в результате ребрендинга, осуществлённого в октябре 2013 года, стал именоваться WMJ.ru.
В 2015 году издание вошло в состав Rambler&Co. Помимо WMJ.ru, к медиахолдингу также присоединился портал Passion.ru. Прежде они принадлежали одному юридическому лицу — ООО «Миланор». WMJ.ru, Passion.ru и Letidor.ru образуют вертикаль женских проектов Rambler&Co.
В период с 2016—2017 гг. редактором светской хроники портала WMJ.ru работала Юлия Пош, одна из основательниц Telegram-канала «Антиглянец».
В марте 2020 года издание обновило логотип и дизайн сайта. Разработка нового дизайна и его внедрение заняли 2 месяца. Основные изменения затронули логотип, шрифты и блоки анонсов.

## Партнёрство
WMJ.ru регулярно становится партнёром Недели моды Mercedes-Benz Fashion Week Russia и ежегодного международного конкурса молодых исполнителей популярной музыки «Новая волна».

## Рейтинги
2021 год — WMJ.ru вошёл в рейтинг ТОП-25 самых цитируемых СМИ отрасли Lifestyle

## Главные редакторы
- Кирилл Куталов (июнь 2009 — июль 2010)
- Елена Хромова (август 2010 — июнь 2011)
- Екатерина Писарева (июль 2011 — ноябрь 2015)
- Наталья Макаренко (декабрь 2015 — декабрь 2016)
- Анна Вендер (июль 2016 — декабрь 2020)
- Дарья Солодовникова (февраль 2021 — июль 2021)
- Ангелина Ларина (август 2021 — по наст. время)

## Социальные сети
- Instagram
- ВКонтакте
- Facebook
- Яндекс. Дзен